# Direct marketing
Direct marketing is een vorm van marketing waarbij een bedrijf streeft naar een directe en structurele relatie met zijn klanten.

## Geschiedenis van direct marketing
Postorderbedrijven horen tot de eerste gebruikers van directmarketingtechnieken. In de Verenigde Staten kwam in 1872 Montgomery Ward op het idee om zijn klanten een prijslijst van de meest benodigde producten voor boeren op het platteland toe te sturen. De bestelde producten werden vervolgens thuis afgeleverd. Ook in Nederland maakten in de 19e eeuw postorderbedrijven al gebruik van directmarketingtechnieken, zoals direct-response-advertenties en catalogi.
De term direct marketing werd voor het eerst gebruikt door reclameadviseur Lester Wunderman in 1967, die direct marketing in praktijk bracht voor merken als American Express en Columbia Records. In Nederland werd de term voor het eerst gebruikt door Louis Soeterboek in 1969.

## Definitie van direct marketing
Volgens het NIMA is het kenmerkend voor direct marketing dat de afzender zich richt op het verkrijgen en onderhouden van een directe en structurele relatie met zijn afnemers. Daarbij benadert het bedrijf de (beoogde) klant rechtstreeks, via bijvoorbeeld geadresseerde post (direct mail), telefoon (ook telemarketing of telebusiness genoemd), e-mail of sociale media.
Typerend voor direct marketing is ook dat het gericht is op het verkrijgen van een reactie van de (beoogde) klant. Een klassiek voorbeeld is de advertentie met een coupon, waarmee de lezer wordt gestimuleerd om te reageren. Maar ook tv-reclamespotjes die de kijker oproepen om in actie te komen en bijvoorbeeld informatie op te vragen, vallen in deze categorie. Hierdoor is het mogelijk  om de effectiviteit van een campagne te bepalen, omdat relatief eenvoudig gemeten kan worden hoe groot de respons is.
Een ander belangrijk aspect van direct marketing is het meten van het gedrag van de klant. Op basis van individuele gegevens kan men inzicht krijgen in de preferenties van de klant, om zo in te spelen om de vragen van de klant en het kopen van een product of dienst zo makkelijk mogelijk te maken.

## Ergernis over direct marketing
Direct marketing wordt door consumenten soms als onprettig ervaren. Zo storen veel mensen zich eraan als ze door bedrijven ongevraagd telefonisch worden benaderd. In november 2007 diende staatssecretaris Heemskerk van economische zaken een nota van wijziging voor de Telecommunicatiewet in. Hierin stelt hij onder meer een wettelijk verplicht bel-me-niet-register voor. In Nederland kan men tegenwoordig aangeven dat men niet gediend is van commerciële communicatie zoals het ontvangen van folders of telefoontjes. Voor telemarketing kan dit via de website van het bel-me-niet-register (bel-me-niet.nl). Bedrijven zijn verplicht te controleren of de te benaderen consumenten in het bel-me-niet-register staan geregistreerd. Bedrijven mogen particulieren alleen benaderen als deze klant zijn (geweest) of hebben aangegeven te willen worden benaderd. Blokkade van post kan via postfilter.nl. In België is dit mogelijk via het Belgisch Direct Marketing Verbond (BDMV). Voor e-mail geldt dat een consument eerst voorafgaand toestemming moet geven voor hij benaderd mag worden (opt-in). Er zijn echter nog geen internationale regels voor, waardoor consumenten veel spam (bulkmail) uit met name de VS en Japan blijven ontvangen.
De consument kan het ook als onprettig ervaren dat zijn naam, adres en allerlei apersoonlijke gegevens over zijn koop- en betalingsgedrag bij aanbieders bekend zijn of worden doorverkocht om deze voor commerciële doeleinden te gebruiken. De Wet persoonsregistratie heeft tot doel de persoonlijke levenssfeer van personen te beschermen. De wet geeft richtlijnen voor het maken van een bestand met persoonsgegevens. Belangrijke uitgangspunten hierbij zijn:
- degene van wie de gegevens voor het eerst worden opgenomen moet hiervan op de hoogte worden gebracht.
- de geregistreerde heeft recht op inzage.
- het verstrekken van gegevens aan derden mag slechts onder bepaalde voorwaarden. In het bijzonder: er moet expliciet om worden gevraagd en het gebruiksdoel mag niet oneigenlijk of onbetamelijk zijn.